# T Coronae Borealis
T Coronae Borealis (T CrB / HD 143454 / HR 5958) es una nova recurrente en la constelación de Corona Borealis, descubierta el 12 de mayo de 1866 por el astrónomo irlandés John Birmingham. Habitualmente de magnitud aparente +10,8, en los últimos estallidos de 1866 y 1946 alcanzó magnitud +2,0.
T Coronae Borealis es una binaria interactuante con un período orbital de 227,57 días. Consta de una gigante roja de tipo espectral M4.5III y una componente caliente. La materia de la envoltura gaseosa de la gigante roja va siendo atraída por su compañera. Una vez se alcanza una cierta masa crítica se establecen procesos de fusión, observables debido a un brusco aumento en la luminosidad de la estrella.
El espectro óptico de T Coronae Borealis, dominado por la gigante roja, presenta líneas de Balmer superpuestas cuyo origen parece provenir de un disco de acreción que rodea a la componente caliente. La variabilidad fotométrica en longitudes de onda largas es dominada por la variabilidad elipsoidal de la gigante roja. En longitudes de onda cortas T Coronae Borealis muestra un marcado «parpadeo» —en escalas de tiempo que van de segundos a minutos—, con parámetros similares a variables cataclísmicas normales, a pesar de la gran diferencia en el tamaño de los discos de acreción. Aunque durante mucho tiempo se consideró que la componente caliente de T Coronae Borealis era una estrella de secuencia principal, actualmente se piensa que es una enana blanca masiva.
Estudios de velocidades radiales sugieren una masa de 1,37 ± 0,13 masas solares para la enana blanca, y 1,12 ± 0,23 masas solares para la gigante roja.

## Cuadro de observaciones históricas
| Fecha           | Año               | Distancia temporal | Observación             |
| --------------- | ----------------- | ------------------ | ----------------------- |
|                 | 1217              | 81,5               | Burchard von Ursberg    |
|                 | ≈ 1299            | 81,5               |                         |
|                 | ≈ 1380            | 81,5               |                         |
|                 | ≈ 1462            | 81,5               |                         |
|                 | ≈ 1543            | 81,5               |                         |
|                 | ≈ 1625            | 81,5               |                         |
|                 | ≈ 1706            | 81,5               |                         |
| 20 de diciembre | 1787              | 78,4               | Francis Wollaston       |
| 12 de mayo      | 1866              | 79,8               | John Birmingham         |
| 9 de febrero    | 1946              | 78,3               | Por varios observadores |
| [Indeterminada] | Entre 2024 y 2027 |                    | [Pronosticada]          |

## Actividad de 2016 al presente
El 20 de abril de 2016, el sitio web Sky and Telescope informó de un brillo sostenido desde febrero de 2015 de una magnitud de 10,5 a aproximadamente 9,2. Un acontecimiento similar se informó en 1938, poco antes del estallido de 1946. En junio de 2018, la estrella se había atenuado ligeramente, pero aún mantenía un nivel de actividad inusualmente alto. En marzo o abril de 2023, se atenuó hasta alcanzar una magnitud de 12,3. Se produjo una atenuación similar el año anterior al estallido de 1945, lo que indica que podría estallar entre marzo y septiembre de 2024. Aunque cálculos recientes sugieren que a más tardar será para el año 2026 que ocurrirá la nova. 